# Albijewicz
Albijewicz – polski herb szlachecki, pochodzenia tatarskiego.

## Opis herbu
W polu barwy niewiadomej tamga Tatarów krymskich barwy niewiadomej.

## Najwcześniejsze wzmianki
Z 1526 roku pochodzi wzmianka o Achmedzie Sołtanie Albijewiczu.

## Herbowni
Albijewicz.